# Distrito de Cascas

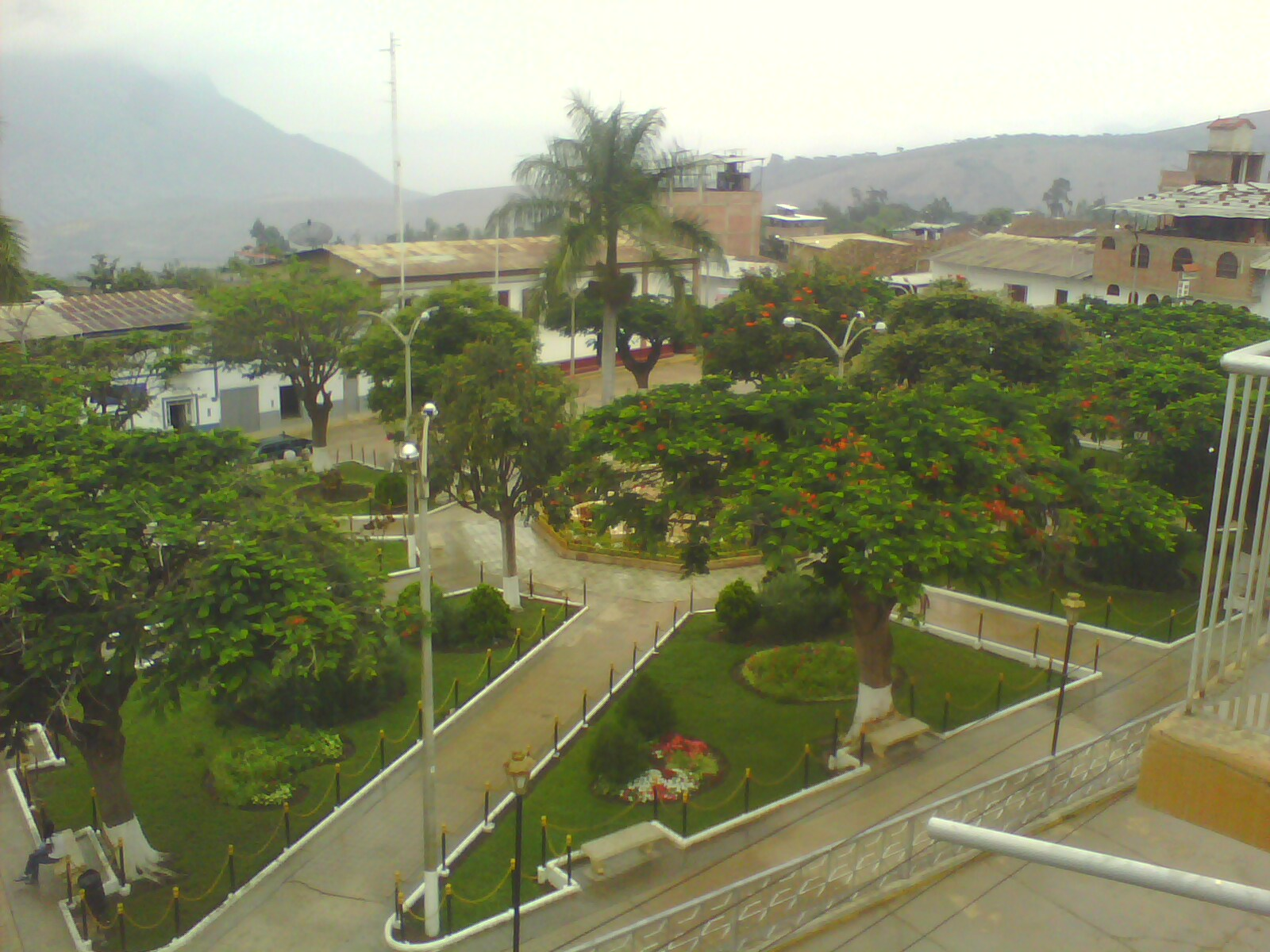
Vista panorámica de la Plaza de Armas de Cascas en los meses de enero.

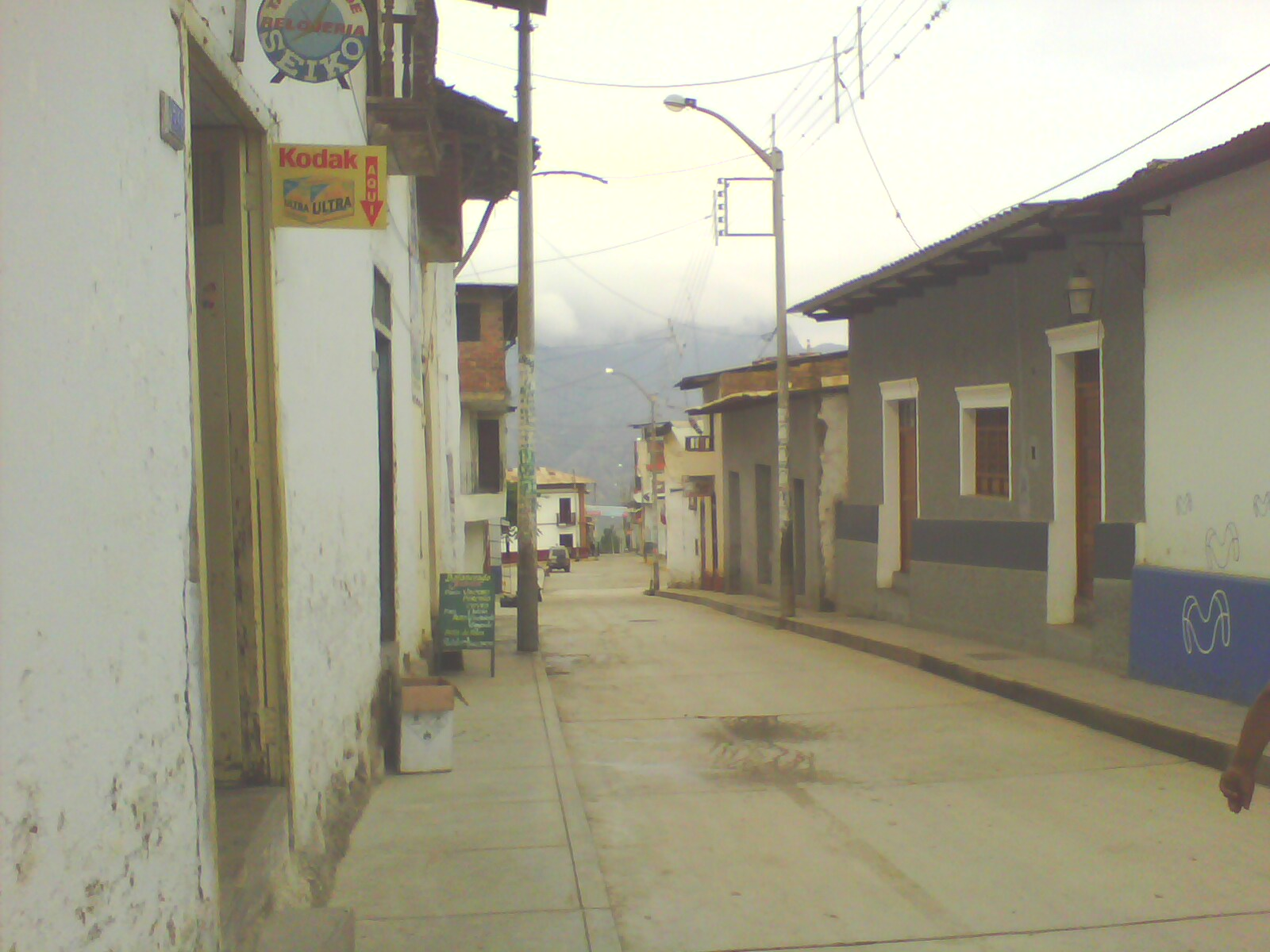
Principal calle de Cascas.

El Distrito de Cascas es el uno de los cuatro distritos de la provincia de Gran Chimú, ubicada en el departamento de La Libertad, bajo la administración del Gobierno Regional de La Libertad, Perú.

## Historia
El distrito fue creado mediante Ley del 25 de abril de 1835, en el gobierno del Presidente Felipe Santiago Salaverry.
El distrito de Cascas, al igual que el de Sayapullo, pertenecieron a la provincia cajamarquina de Contumazá, hasta que en enero de 1989 se realizó una consulta popular, en la cual ambos distritos eligieron anexarse al Departamento de La Libertad. La anexión territorial se dio por Ley 25197 del 7 de febrero de 1990 y quedaron anexados geográficamente a la provincia de Otuzco y administrativamente a Trujillo.
Al crearse la Provincia Gran Chimú, mediante Ley 26398 del 6 de diciembre de 1994, en el gobierno del Presidente Alberto Fujimori, pasa a formar parte de la misma.

## Geografía
Abarca una superficie de 465,67 km².
- Distancia: 108 km (2 horas) Trujillo-Cascas
- Clima: cálido-seco todo el año (19 °C)
- Población: 15 621 habitantes (distrito)

## Autoridades

### Municipales
- 2011 - 2014[1]
  - Alcalde: Juan Julio Iglesias Gutiérrez, de Sumate - Perú Posible (PP).
  - Regidores: Segundo Gilberto Neyra Álvarez (Súmate - PP), Karla Gisela Díaz Alcántara (Súmate - PP), Richard Ronald Cumpa Saldaña (Súmate - PP), Josué Manuel Miranda León (Súmate - PP), Juan Miguel Luna Ríos (Súmate - PP), Lilia Consuelo Alva Iglesias (Alianza para el Progreso), Mery Amparito Zárate de Cabrera (Partido Aprista Peruano).[2]

### Policiales
- Comisario: CAP PNP.

### Religiosas
- Arquidiócesis de Trujillo[3]
  - Arzobispo de Trujillo: Monseñor Héctor Miguel Cabrejos Vidarte, OFM.[4]
- Parroquia Virgen del Rosario
  - Párroco: Pbro. .

## Festividades
En Cascas se celebran fiestas por la Virgen del Rosario de Chiquinquirá.
Feria Regional de la Uva en el mes de julio
| Noroeste: San Benito | Norte: Contumazá | Nordeste: Contumazá |
| Oeste: San Benito    |                  | Este: Contumazá     |
| Suroeste: Ascope     | Sur: Marmot      | Sureste: Marmot     |